# Чигинёв, Денис Викторович
Денис Викторович Чигинёв (род. 21 ноября 1976, Ленинград) — российский футболист, полузащитник.

## Биография
Воспитанник петербуржского футбола. Начинал свою взрослую карьеру в местном «Динамо». В 2000 году Чигинёв выступал в первом дивизионе за «Локомотив» (Санкт-Петербург). После игр за череповецкую «Северсталь» хавбек перебрался в Литву, где он провел десять матчей в местной А лиге в клубе «Инкарас». После возвращения в Россию, Чигинёв представлял цвета ряда любительских команд Санкт-Петербурга.